# Liste des plus grands hôtels

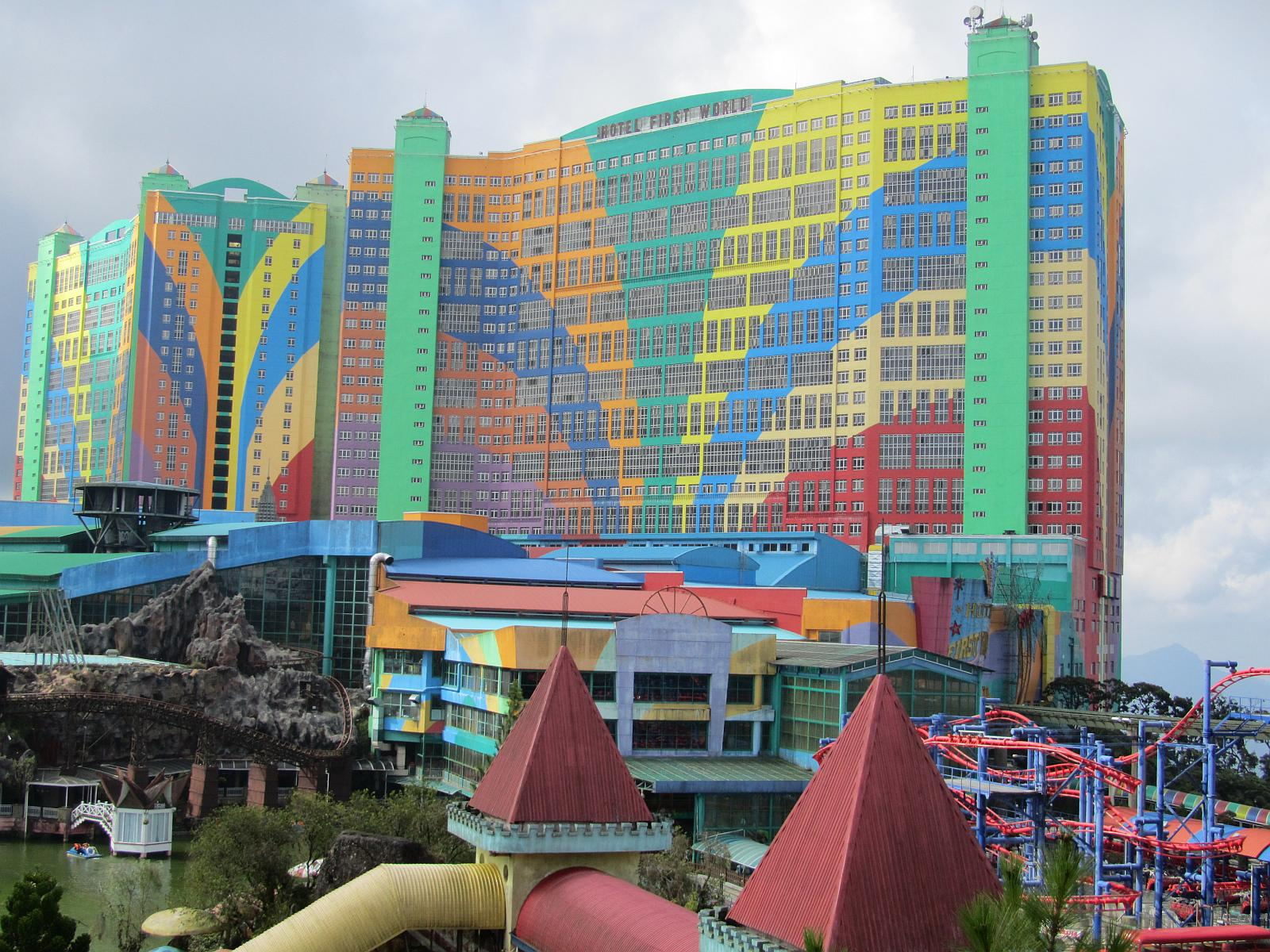
Le First World Hotel en Malaisie, plus grand hôtel du monde.

Cette page recense les hôtels disposant de 3 000 chambres ou plus. Depuis 2020, le plus grand hôtel du monde est le First World Hotel en Malaisie avec 7 351 chambres réparties entre deux bâtiments. Le plus grand bâtiment hôtelier est le MGM Grand Las Vegas, avec 5 124 chambres dans un seul bâtiment,.

## Liste
| No | Nom                            | Pays            | Localisation      | Nombre de chambres | Note                                                                     |
| -- | ------------------------------ | --------------- | ----------------- | ------------------ | ------------------------------------------------------------------------ |
| 1  | First World Hotel              | Malaisie        | Genting Highlands | 7 351              |                                                                          |
| 2  | The Venetian Resort            | États-Unis      | Las Vegas         | 7 092              | Composé de trois bâtiments : The Venetian, The Palazzo et Venezia Tower. |
| 3  | MGM Grand Las Vegas            | États-Unis      | Las Vegas         | 6 852              |                                                                          |
| 4  | Abraj Al Bait                  | Arabie saoudite | La Mecque         | 6 000              |                                                                          |
| 5  | The Londoner Macao             | Chine ( Macao)  | Macao             | 6 000              |                                                                          |
| 6  | Izmailovo Hotel (en)           | Russie          | Moscou            | 5 000              |                                                                          |
| 7  | Wynn Las Vegas & Encore Resort | États-Unis      | Las Vegas         | 4 748              | Composé de deux bâtiments : Wynn et Encore.                              |
| 8  | Barkhatnye Sezony              | Russie          | Sotchi            | 4 688              | Construit pour les Jeux olympiques d'hiver de 2014.                      |
| 9  | Mandalay Bay Resort and Casino | États-Unis      | Las Vegas         | 4 426              | Composé de deux bâtiments : Mandalay Bay et Delano Las Vegas             |
| 10 | Luxor Las Vegas                | États-Unis      | Las Vegas         | 4 407              |                                                                          |
| 11 | Ambassador City Jomtien (en)   | Thaïlande       | Pattaya           | 4 219              |                                                                          |
| 12 | Aria Resort & Casino           | États-Unis      | Las Vegas         | 4 004              |                                                                          |
| 13 | Sheraton Grand Macao           | Chine ( Macao)  | Cotai             | 4 001              |                                                                          |
| 14 | Excalibur Hotel and Casino     | États-Unis      | Las Vegas         | 3 981              |                                                                          |
| 15 | Caesars Palace                 | États-Unis      | Las Vegas         | 3 970              |                                                                          |
| 16 | Bellagio                       | États-Unis      | Las Vegas         | 3 933              |                                                                          |
| 17 | Circus Circus Las Vegas        | États-Unis      | Las Vegas         | 3 773              |                                                                          |
| 18 | Shinagawa Prince Hotel         | Japon           | Tokyo             | 3 680              |                                                                          |
| 19 | Resorts World Las Vegas        | États-Unis      | Las Vegas         | 3 506              |                                                                          |
| 20 | Flamingo Las Vegas             | États-Unis      | Las Vegas         | 3 460              |                                                                          |
| 21 | Atlantis Paradise Island       | Bahamas         | Paradise Island   | 3 414              |                                                                          |
| 22 | Moon Palace Golf & Spa Resort  | Mexique         | Cancún            | 3 407              |                                                                          |
| 23 | Hilton Hawaiian Village        | États-Unis      | Honolulu          | 3 386              |                                                                          |
| 24 | Disney's Port Orleans Resort   | États-Unis      | Lake Buena Vista  | 3 056              |                                                                          |
| 25 | The Mirage                     | États-Unis      | Las Vegas         | 3 044              |                                                                          |
| 26 | The Cosmopolitan               | États-Unis      | Las Vegas         | 3 027              |                                                                          |
| 27 | The Venetian Macao             | Chine ( Macao)  | Macao             | 3 000              |                                                                          |